# 1847
1847 (MDCCCXLVII) var ett normalår som började en fredag i den gregorianska kalendern och ett normalår som började en onsdag i den julianska kalendern.

## Händelser

### Mars
- 20 mars – Sverige-Norge sluter sitt första handelsfördrag med Kina.

### Maj
- 4 maj – Den svenska opera- och hovsångerskan Jenny Lind gör debut på Her Majesty's Theatre i London.
- 25 maj – Den svenska fattigvårdsförordningen införs. Varje församling ska ansvara för sina egna fattiga. Fullt arbetsföra personer kan få rätt till fattigvård. Fattigskatt införs.[1]

### Juni
- 5 juni – Kristianstad brinner ner.[2]
- 26 juni – Danmarks första järnväg, som går mellan Köpenhamn och Roskilde, öppnas.[3]

### Juli

Liberia.

- 26 juli – Republiken Liberia grundas i Västafrika av frigivna amerikanska slavar.[4]

### November
- 14 november – Fribourg kaptitulerar.[5]
- 20 november – Zug kaptitulerar.[5]
- 24 november – Luzern kaptitulerar.[5]
- 25 november – Uri, Schwyz och Unterwalden kaptitulerar.[5]

### December
- 1 december – Sonderbund återuppgår i Schweiz efter två år.[5]
- 22 december – Lars Johan Hierta motionerar till Sveriges riksdag om avskaffande av husagan.[6]

### Okänt datum
- Man vill i Sverige ge arbetskraften fri rörlighet, så att den enskilde fritt kan söka arbete. Arbetslösheten ses nu som ett samhällsproblem och inte ett fel hos individen. Tiggeriet förbjuds men försvinner inte.
- Jenny Lind genomför en bejublad svensk turné, och det råder "Jenny Lind"-feber i Sverige.
- Munktells Mekaniska Verkstad i Eskilstuna bygger Sveriges första ånglok för en gruvjärnväg i Bergslagen.
- Enligt en ny kommunal lag i Stockholm ska lösaktiga kvinnor underkastas medicinska inspektioner en gång i veckan. Om de inte inställer sig får de en varning och ska inställa sig inom åtta dagar. Dyker de inte upp då heller får de ytterligare en varning, varpå de skickas till spinnhuset.
- Läkaren Ignaz Semmelweiss upptäcker att dödligheten i barnsängsfeber minskar om den som bistår vid förlossningen tvättar händerna först.
- Den kommunala besiktningsbyrån för registrering och undersökning av prostituerade för könssjukdom bildas i Stockholm.[7]
- 1847 års fattigvårdförordning

## Födda

### Första kvartalet

#### Januari
- 28 januari – William V. Allen, amerikansk politiker. (död 1924)

#### Februari
- 11 februari – Thomas Edison, amerikansk uppfinnare. (död 1931)
- 13 februari – Clelia Barbieri, italienskt helgon. (död 1870)

#### Mars
- 3 mars – Alexander Graham Bell, brittisk-amerikansk dövlärare och uppfinnare. (död 1922)
- 13 mars – Francis S. White, amerikansk demokratisk politiker, senator 1914–1915. (död 1922)
- 18 mars – William O'Connell Bradley, amerikansk republikansk politiker, guvernör i Kentucky 1895–1899, senator 1909–1914. (död 1914)
- 23 mars – Alexandru Dimitrie Xenopol, rumänsk historiker. (död 1920)
- 29 mars – John D. Works, amerikansk republikansk politiker och jurist, senator 1911–1917. (död 1928)

### Andra kvartalet

#### April
- 4 april – Sebastian Tham, svensk godsägare och riksdagsman. (död 1923)
- 7 april – Jens Peter Jacobsen, dansk författare. (död 1885)
- 30 april – Joseph H. Earle, amerikansk demokratisk politiker och jurist, senator 1897. (död 1897)

#### Maj
- 30 maj – Ottilie Baader, tysk kvinnorättsaktivist. (död 1925)

#### Juni
- 29 juni – Charles Gide, fransk nationalekonom. (död 1932)
- 30 juni
  - Gina Krog, norsk kvinnorättsaktivist. (död 1916)
  - Fredrik Landelius, svensk provinsialläkare och riksdagsman. (död 1939)

### Tredje kvartalet

#### Juli
- 20 juli – Max Liebermann, tysk konstnär. (död 1935)

#### Augusti
- 11 augusti – Benjamin Tillman, amerikansk politiker. (död 1918)
- 21 augusti
  - Hale Johnson, amerikansk advokat och politiker. (död 1902)
  - John Mellen Thurston, amerikansk republikansk politiker, senator 1895–1901. (död 1916)
- 23 augusti – George Taylor Jester, amerikansk demokratisk politiker. (död 1922)
- 28 augusti – Nathan F. Dixon III, amerikansk republikansk politiker, senator 1889–1895. (död 1897)

#### September
- 5 september – Jesse James, amerikansk bandit. (död 1882)
- 30 september – Henry Augustus Buchtel, amerikansk republikansk politiker och präst, guvernör i Colorado 1907–1909. (död 1924)
- 30 september – Wilhelmina Drucker, nederländsk författare och feminist. (död 1925)

### Fjärde kvartalet

#### Oktober
- 2 oktober – Paul von Hindenburg, tysk militär och statsman. (död 1934)
- 20 oktober – Oscar Swahn, svensk skytt, världens äldste OS-medaljör. (död 1927)

#### November
- 1 november – Emma Albani, kanadensisk operasångare. (död 1930)
- 8 november – Jean Casimir-Perier, fransk politiker, Frankrikes president 1894–1895. (död 1907)

#### December
- 18 december – Augusta Holmès, fransk kompositör. (död 1903)
- 21 december – John Chard, brittisk militär. (död 1897)
- 27 december – Henry Fitzalan-Howard, 15:e hertig av Norfolk, brittisk politiker. (död 1917)

## Avlidna

### Första kvartalet

#### Januari
- 12 januari – Isaac S. Pennybacker, 41, amerikansk demokratisk politiker och jurist, senator 1845-1847.

#### Februari
- 3 februari – Marie Duplessis, 23, fransk kurtisan.

#### Mars
- 9 mars – Mary Anning, 47, paleontolog.

### Andra kvartalet

#### April
- 21 april – Friedrich von Gärtner, 55, tysk arkitekt.
- 23 april – Erik Gustaf Geijer, 64, svensk historiker, filosof, författare och tonsättare.

#### Maj
- 1 maj – Jesse Speight, 51, amerikansk demokratisk politiker, senator 1845-1847.
- 21 maj – Jonas Henrik Gistrén, 79, svensk läkare, en av grundarna av Svenska Läkaresällskapet.

#### Juni
- 11 juni – John Franklin, 61, brittisk amiral och polarforskare.
- 14 juni – Jeanne-Geneviève Garnerin, 72, fransk ballongflygare och fallskärmshoppare.

### Tredje kvartalet

#### Juli
- 8 juli – Erik Gabriel Melartin, 67, ärkebiskop i Åbo ärkestift inom Evangelisk-lutherska kyrkan i Finland sedan 1833.

#### Augusti
- 14 augusti – John Mattocks, 70, amerikansk politiker, guvernör i Vermont 1843–1844.

#### September
- 13 september – Nicolas Charles Oudinot, 80, fransk militär.

### Fjärde kvartalet

#### Oktober
- 7 oktober – Alexandre Brongniart, 77, fransk kemist, geolog och zoolog.
- 10 oktober – William Harper, 57, amerikansk politiker och jurist, senator 1826.

#### November
- 4 november – Felix Mendelssohn, 38, tysk tonsättare och dirigent.

#### December
- 16 december – Aleksej Venetsianov, 67, rysk målare.
- 17 december – Marie Louise av Österrike, 56, kejsarinna av Frankrike, ställföreträdande monark 1813–1814, regerande hertiginna av Parma 1815–1847.
- 24 december – John Fairfield, 50, amerikansk demokratisk politiker.

### Fotnoter
1. ↑  Nordisk familjebok 1881 – Fattig (läst 7 april 2011)
2. ↑  Storbrand i Kristianstad (läst 7 april 2011)
3. ↑  Järnvägar i historien (läst 7 april 2011) Arkiverad 12 augusti 2010 hämtat från the Wayback Machine.
4. ↑  World Statesmen (läst 7 april 2011)
5. 1 2 3 4 5  World Statesmen (läst 7 april 2011)
6. ↑  Drabbade barn: aga och barnmisshandel i Sverige från reformationen till nutid Arkiverad 30 december 2016 hämtat från the Wayback Machine.
7. ↑  Svanström, Yvonne, Offentliga kvinnor: prostitution i Sverige 1812-1918, Ordfront, Stockholm, 2006